# Charles Cadron
Charles Cadron (1889, data de morte desconhecida) foi um ciclista belga. Cadron representou seu país, Bélgica, nos Jogos Olímpicos de Verão de 1920, terminando em oitavo na corrida de 50 km.